# Хидрови
Хидровите (Hydridae) са семейство хидровидни от разред Anthoathecata.
Таксонът е описан за пръв път от Джеймс Дуайт Дана през 1846 година.

## Родове
- Chlorohydra
- Hydra – Хидри
- Pelmatohydra